# Callosciurini
Callosciurini — триба деревних вивірок, які мешкають переважно в Південній Азії.

## Роди
Роди:
- Callosciurus
- Dremomys
- Exilisciurus
- Glyphotes
- Hyosciurus
- Lariscus
- Menetes
- Nannosciurus
- Prosciurillus
- Rhinosciurus
- Rubrisciurus
- Sundasciurus
- Tamiops